# نبرد سامرا (۳۶۳ میلادی)
نبرد سامرا در ژوئن ۳۶۳ میلادی و در پی حملهٔ ژولیان-امپراتور روم- به ایران ساسانی رخ‌داد. این جنگ نتیجه‌ای قطعی در پی نداشت، ولی ژولیان در میانهٔ میدان نبرد کشته‌شد و سپاه روم را بی امپراتور گذارد.

## لشکرکشی ژولیان
ژولیان با نیرویی متشکل از ۹۵۰۰۰ نفر به شاهنشاهی ساسانی حمله کرد، به این امید که امنیت مرزهای شرقی را تامین  و برادر شاپور دوم، هرمز را جایگزینش کند.  او نیروهای خود را به دو بخش تقسیم کرد، یکی تحت رهبری پسرعمویش پروکوپیوس که تعداد آنها سی‌هزار نفر بود  که به سمت شمال بین النهرین حرکت کرد و دیگری شامل ۶۵۰۰۰ مرد تحت رهبری خود او بود. ژولیان در ابتدا یک پیروزی تاکتیکی در خارج از تیسفون به دست آورد، اما ارتش او از غارت بیش از حد حواسش پرت شد و شهر را تصرف نکرد.  ژولیان ناوگانی را که از رودخانه به تیسفون آورده بود،  و بسیاری از تجهیزات را سوزاند و ذخیره‌ای سه هفته‌ای باقی گذاشت. او سپس لشکرکشی خود را به داخل کشور به سمت قلب قلمروهای شاپور هدایت کرد، به این امید که وی را به جنگ وادار کند.

## جنگ

نقشه لشکرکشی تا نبرد سامرا

در ژوئن ۳۶۳،  ژولیان که متوجه شد در قلمرو ساسانیان به دام افتاده است، عقب‌نشینی به سمت سامرا آغاز کرد.  ارتش روم مدام مورد حمله قرار گرفت و به ژولیان اطلاع دادند که ساسانیان در حال آزار و اذیت گارد عقب هستند.  ژولیان سوار شد و منتظر نبود سینه‌پوش خود را ببندد و وقتی به گارد عقب رسید به او گفتند که جناح چپ تحت حمله سواره‌نظام است که توسط فیل‌ها تقویت شده بود.  ژولیان که به سمت جناح چپ سوار شد، نیروهای رومی در حال عقب نشینی را جمع کرد.  ساسانیان با دیدن رومیان در حال اصلاح شروع به عقب نشینی کردند.  ژولیان که از این جرأت یافته بود، از سربازانش خواست که او را تعقیب کنند و به سوی ساسانیان فراری حمله کرد.  در این زمان محافظان او که از ژولیان جدا شده بودند، از او خواستند که عقب نشینی کند.  در این هنگام، نیزه به پهلوی ژولیان اصابت کرد و از اسبش افتاد.  محافظانش او را محاصره و به عقب بردند و ارتش به سرعت اردوی خود را برپا کرد.  ژولیان نیمه شب بر اثر زخم درگذشت..
به گزارش دیگناس و وینتر، رومیان در این نبرد پیروز شدند  در حالی که تورج دریایی بیان می کند که نیروهای ساسانی در این نبرد پیروز شدند. 